# MARPAT

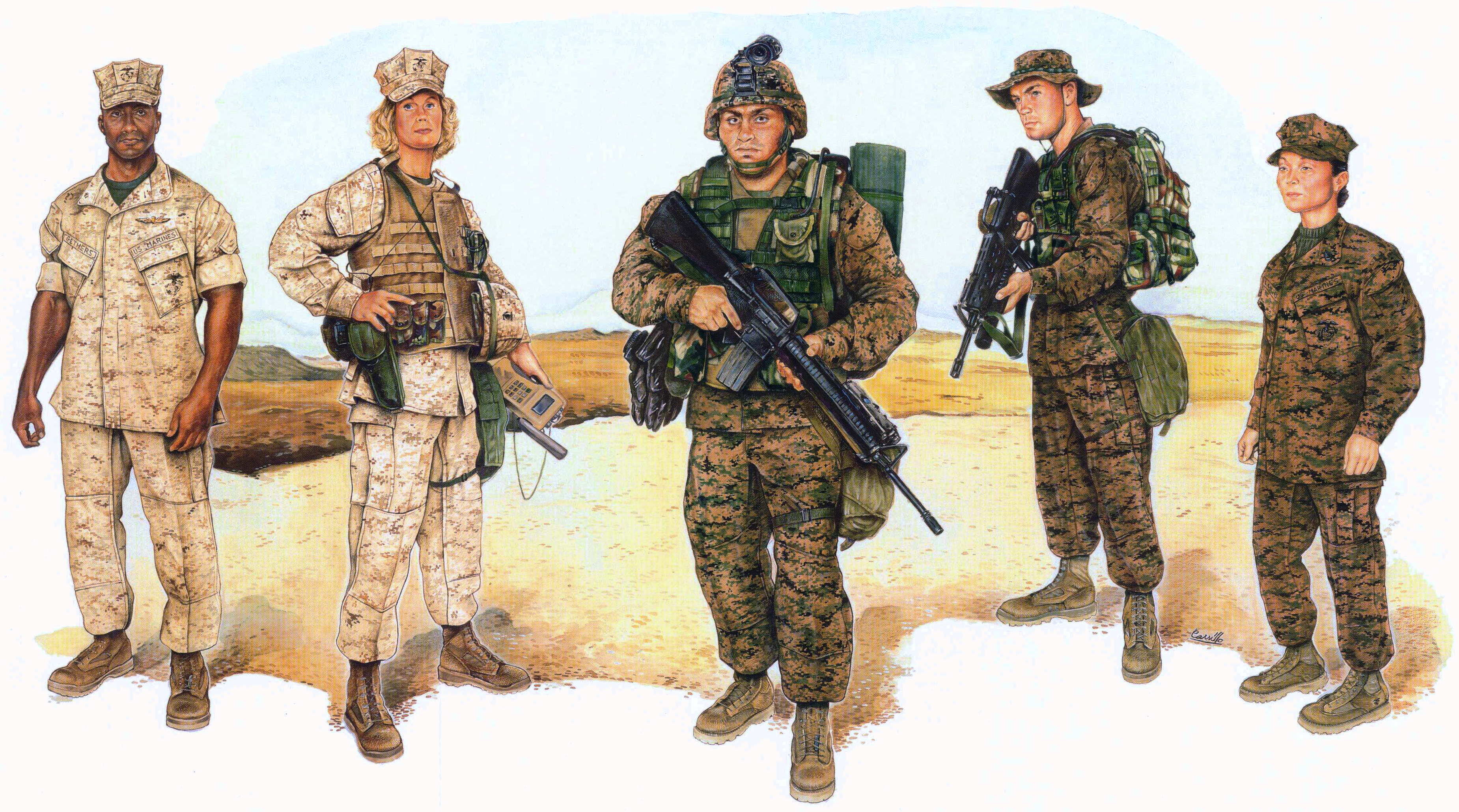
La MCCUU nelle varianti desert e woodland.

Il MARPAT (MARine PATtern) è un particolare tipo di schema mimetico digitale in uso presso il Corpo dei Marines degli Stati Uniti. Questo schema è stato introdotto a partire dal 2003 con la nuova uniforme Marine Corps Combat Utility Uniform (MCCUU), che sostituisce la precedente Camouflage Utility Uniform.
Il Corpo dei Marine ha brevettato la colorazione MARPAT e le specifiche di fabbricazione delle uniformi e degli accessori che lo utilizzano; lo stesso nome "MARPAT" è un marchio registrato ed il logo del Corpo dei Marine è nascosto all'interno della trama per garantire l'originalità del prodotto.
Si è molto dibattuto sulla somiglianza di questo pattern con il CaDPat (Canadian Disprutive Pattern), anch'esso digitale. Mentre il Corpo dei Marine continua a rivendicarne l'originalità, molte ricerche hanno dimostrato come la Digital MARPAT sia essenzialmente una CaDPat con colori differenti. Il MARPAT è stato creato basandosi sulle combinazioni di forme e colori presenti in mimetiche già esistenti, come la Tigerstripe e il Rhodesian Brushstroke.

## Disponibilità
Legalmente parlando al momento attuale i capi MARPAT sono acquistabili ed indossabili solamente da Marines in servizio attivo o facenti parte della riserva; non è inoltre autorizzata la vendita dei cosiddetti surplus. La grossa richiesta da parte di appassionati e collezionisti ha creato però un mercato di nuovo ed usato di varia provenienza che, pur non essendo autorizzato, non è al momento perseguito.

## Schema ed usi
Prima che fosse utilizzata dai suoi Marines, il Corpo utilizzava lo schema Woodland, abbastanza generale ed utilizzato in quasi tutti gli ambiti di guerra in cui le forze armate statunitensi fossero inviate ad operare. Durante lo sviluppo di un nuovo tipo di mimetismo nei primi anni 2000, i Marines statunitensi valutarono oltre 100 tipi di camuffamenti esistenti, e giudicarono il CaDPat come uno dei tre migliori schemi precedentemente sviluppati, insieme al  Rhodesian Brushstroke e al Tigerstripe. Nessuno di questi tre modelli fu adottato, tuttavia il MARPAT attualmente in uso mette insieme elementi di tutte e tre le mimetiche.
Da quando è stata introdotta la nuova uniforme da combattimento, i Marines hanno avuto ed hanno tuttora molti vantaggi nel mimetismo. Le colorazioni principali con cui sono fabbricate le mimetiche sono tre:
- Woodland MARPAT: tipica da "Woodland", viene utilizzata in ambienti boschivi e di più o meno fitta vegetazione;
- Desert MARPAT: colorazione sempre di tre colori mescolati tra loro, dal sabbia al giallo chiaro, è perfetta per mimetizzarsi in ambienti desertici e con alto tasso di terreno non occupato. Utilizzata al posto della vecchia mimetica con due colori a chiazze ben distinte tra loro;
- Urban MARPAT: di colorazione della trama che varia dal blu scuro ad uno più chiaro e a macchie di celeste, per confondersi al meglio con l'ambiente urbano. Mai utilizzata in combattimento. Questa mimetica è utilizzata principalmente dai membri dell'U.S. NAVY.